# Karl Loewenstein
Karl Loewenstein (Monaco di Baviera, 9 novembre 1891 – Heidelberg, 10 luglio 1973) è stato un filosofo e politologo tedesco, fra i maggiori esperti di diritto costituzionale del XX secolo.
Costretto all'esilio con l'ascesa al potere del Partito Nazionalsocialista di Adolf Hitler nel 1933, rifugiò negli Stati Uniti dove produsse la maggior parte dei suoi lavori. Viene ricordato come il padre delle teorie sulla democrazia militante. 
- (FR) Pubblicazioni di Karl Loewenstein, su Persée, Ministère de l'Enseignement supérieur, de la Recherche et de l'Innovation.

| Controllo di autorità | VIAF (EN) 69010839 · ISNI (EN) 0000 0001 0912 3312 · LCCN (EN) n88002065 · GND (DE) 101916957 · BNE (ES) XX1153543 (data) · BNF (FR) cb12382019h (data) · J9U (EN, HE) 987007264630505171 · NSK (HR) 000013704 · NDL (EN, JA) 00447945 |